# Bjørn Erik Brøste
Bjørn Erik Brøste (...) è un ex sciatore alpino norvegese.

## Biografia
Sciatore polivalente, ai Campionati norvegesi Brøste vinse la medaglia d'oro nella combinata e quella d'argento nello slalom gigante nel 1980; non prese parte a rassegne olimpiche né ottenne piazzamenti in Coppa del Mondo o ai Campionati mondiali.

## Palmarès

### Campionati norvegesi
- 2 medaglie[senza fonte] (dati parziali fino alla stagione 1979-1980):
  - 1 oro (combinata nel 1980)[1]
  - 1 argento (slalom gigante nel 1980)[senza fonte]